# Ashley Greene
Ashley Michele Greene Khoury, född 21 februari 1987 i Jacksonville i Florida, är en amerikansk skådespelare. Hon har bland annat gjort rollen som Alice Cullen i Twilight och filmens uppföljare.

## Biografi
Greene föddes och växte upp i Jacksonville. Efter high school ämnade hon inleda en modellkarriär, men hon ansågs för kort. Greene inledde studier i psykologi, men påbörjade även en kurs i skådespeleri. Under några år fick hon småroller i till exempel Punk'd, Jordan, rättsläkare, Shrink och King of California. Hennes genombrott kom i filmen Twilight, baserad på Stephenie Meyers bokserier. I början provspelade hon för en av huvudrollerna som Isabella Swan, men utan framgång; hon kallades dock tillbaka för att provspela för rollen som Alice Cullen, en av vampyrerna. Efter en lång audition tilldelades Greene rollen.

## Filmografi i urval
| År   | Titel                                     | Roll             | Övrigt |
| ---- | ----------------------------------------- | ---------------- | ------ |
| 2005 | Punk'd                                    | Flickvän         | TV     |
| 2006 | Crossing Jordan                           | Ann Rappaport    | TV     |
| 2006 | Desire                                    | Renata           | TV     |
| 2007 | King of California                        | McDonald's kund  | Film   |
| 2008 | Shark Shark                               | Natalie Faber    | TV     |
| 2008 | Otis                                      | Kim #4           | Film   |
| 2008 | Radio Free Albemuth                       | Rhonda           | Film   |
| 2008 | Twilight                                  | Alice Cullen     | Film   |
| 2009 | The Twilight Saga: New Moon               | Alice Cullen     | Film   |
| 2009 | Summer's Blood                            | Summer           | Film   |
| 2009 | Skateland                                 | Michelle Burkham | Film   |
| 2010 | The Twilight Saga: Eclipse                | Alice Cullen     | Film   |
| 2011 | The Twilight Saga: Breaking Dawn – Part 1 | Alice Cullen     | Film   |
| 2011 | A Warrior's Heart                         | Brooklyn         | Film   |
| 2012 | The Boom Boom Room                        | Adeline          | Film   |
| 2012 | LOL                                       | Ashley           | Film   |
| 2012 | The Twilight Saga: Breaking Dawn – Part 2 | Alice Cullen     | Film   |
| 2014 | Wish I Was Here                           | Janine           | Film   |
| 2018 | Accident Man                              | Charlie Adams    | Film   |
| 2019 | Bombshell – När tystnaden bryts           | Abby Huntsman    | Film   |
| 2023 | Some Other Woman                          | Renata           | Film   |